# Merionoptila
Merionoptila is een geslacht van schietmotten uit de familie Glossosomatidae.

## Soorten
Deze lijst is mogelijk niet compleet.
- M. wygodzinskyi F Schmid, 1959